# Geschiedenis van het Europese onderwijs

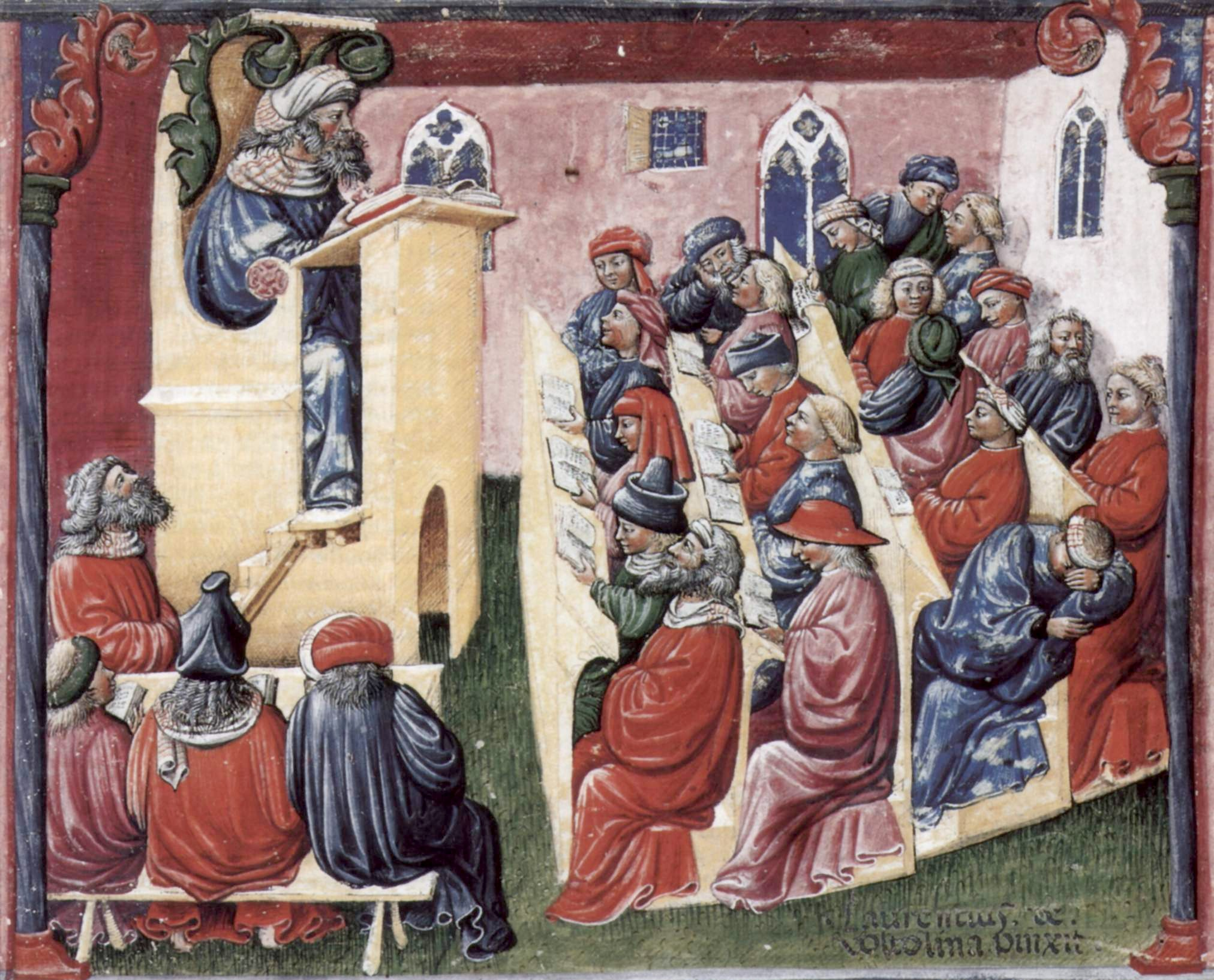
Universiteit van Bologna, de eerste universiteit, gesticht in 1088

In Europa begon de geschiedenis van het onderwijs in de Griekse oudheid en langzamerhand breidde het onderwijs zich, door Griekse invloed, verder naar West-Europa uit. Na de val van het Westelijk deel van het Romeinen concentreerde het onderricht zich op de kloosters. Later kwamen er de kathedraalschool, vanwaaruit de Middeleeuwse universiteit ontstond. De universiteiten konden vaak geheel of gedeeltelijk onafhankelijk van de koning of de plaatselijke heerser werken, dankzij de goedkeuring van de paus. De principes van het rooms-katholieke geloof waren het uitgangspunt van het theologische denken. Na de Middeleeuwen groeide het aantal universiteiten in Europa verder, waardoor er mede dankzij de uitvinding van de Boekdrukkunst, een wetenschappelijke revolutie kon ontstaan.

## Griekse oudheid
De eerste vorm van formeel onderwijs dateert mogelijk reeds van 1000 v.Chr. (in China), maar meer relevant voor het westerse onderwijs is het oude Griekenland. In het klassieke Griekenland bestonden er geen scholen. Er was geen huiswerk, geen schoolbel. De beroemde school in Athene was Plato's academie. In deze 'school' waren er echter geen klassen of examens. Het was een plaats waar denkers converseerden met elkaar, met Plato's ideeën als uitgangspunt. Vandaag zouden we dit een salon noemen. In de Griekse stadstaten ontstonden er twee onderwijsmodellen: het gedecentraliseerde Atheense model en het staatsgecontroleerde Spartaanse model.

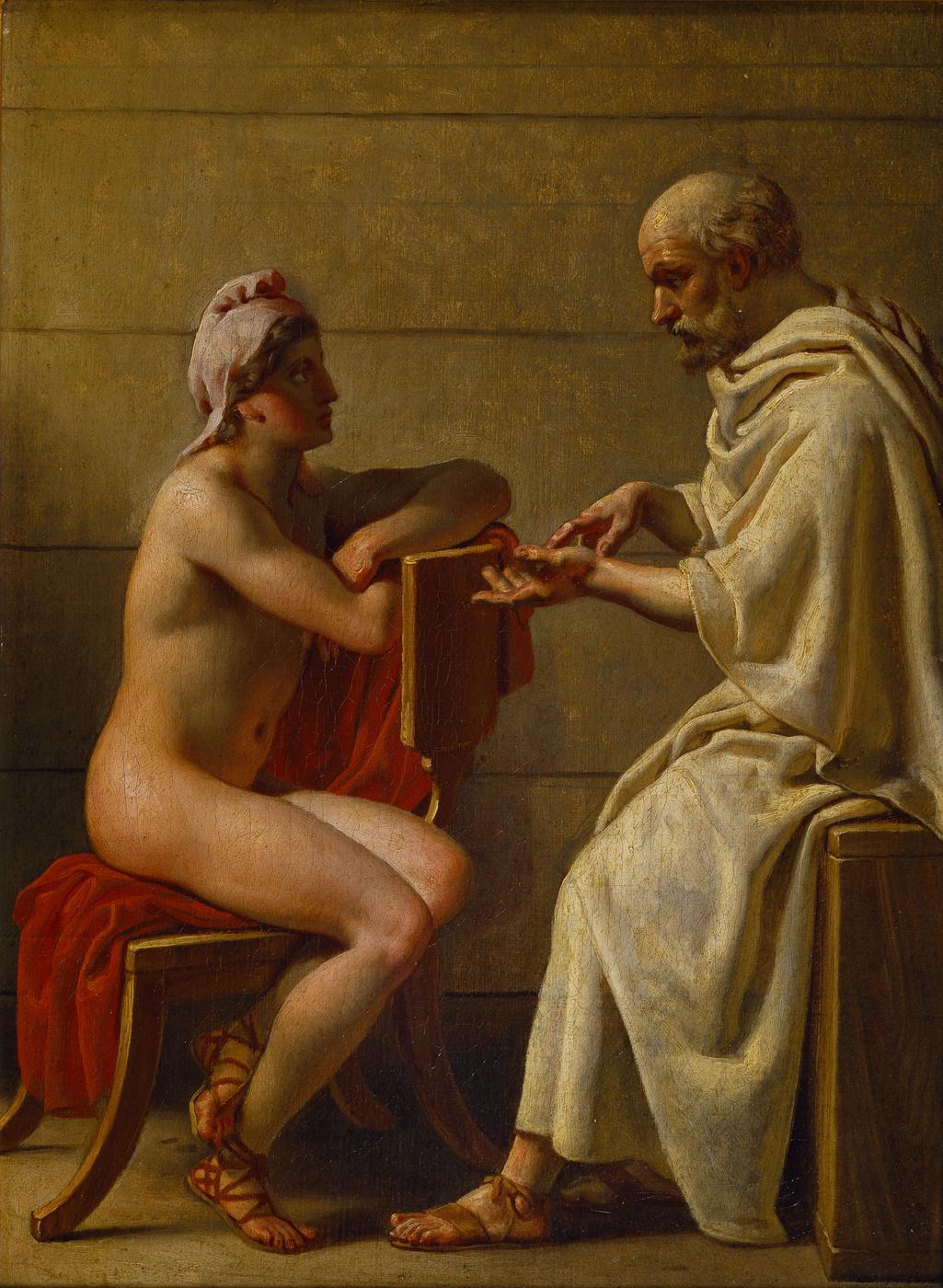
Socrates geeft onderwijs

### Onderwijs in Athene
In de klassieke oudheid was Athene de meest geletterde staat in Europa. Ongeveer 5% van de mannen konden lezen. In Athene speelde de staat (de volksvergadering), afgezien van twee jaar verplichte militaire training, geen rol in het onderwijs.
Socrates beschreef de situatie als volgt:
"Wanneer jongens oud genoeg lijken om iets te leren, onderwijzen hun ouders dat waarvan zij weten dat het nuttig zal zijn voor hen; voor vakken waarvan ze denken dat anderen beter gekwalificeerd zijn om ze te onderwijzen, sturen ze hen naar school om te leren, en betalen ze hiervoor."
Al in de tijd van Socrates, die ongeveer 4 eeuwen voor Christus leefde, bestond onder filosofen de opvatting dat jongeren opgevoed moesten worden en ingeleid in de hogere waarden die men aan het mens-zijn koppelde. Het volgende citaat bewijst dat wel.
Socrates citeerde als volgt:
"De jeugd van tegenwoordig houdt van luxe. Ze heeft slechte manieren, veracht alle gezag, heeft geen respect, en praat, als ze zou moeten werken. Jongeren spreken hun ouders tegen, kletsen in gezelschap, schrokken aan tafel, slaan hun benen over elkaar en tiranniseren hun ouders.".
Rijke ouders brachten hun kinderen naar private bedrijven die fungeerden als scholen: de vakken die gegeven werden en het schoolgeld dat ervoor betaald werd, hing af van wat de ouders wilden dat hun kind zou leren. De competitie tussen scholen om ouders en studenten aan te trekken hield de kost van het onderwijs behoorlijk laag. Armere kinderen leerden een ambacht door in de leer te gaan bij een vakman. Hun ouders stelden een overeenkomst op met de vakman waarin ze aanduidden welke vaardigheden hij zou aanleren en deze werd enkel betaald als hij het contract was nagekomen.
Atheense ouders zochten onderwijs voor hun kinderen in drie algemene categorieën: lichaamsoefening, grammatica (het lezen en schrijven), en muziek (het kunnen bespelen van een instrument, goed kunnen acteren en dansen). Alle drie waren ze van groot praktisch nut. Kracht en behendigheid waren belangrijk aangezien oorlog een constante dreiging was, en elke gezonde burger in het leger moest dienen. Muziek was belangrijk voor het in stand houden van de eeuwenoude orale traditie, die geschiedenis en literatuur doorgaf in de vorm van epische poëzie. Vanaf de 5e eeuw v.Chr. begon het schrift aan belang te winnen, in de wetenschap, literatuur en zakenwereld.
Met de groei van de volksvergadering in Athene steeg ook de vraag naar retorische vaardigheden. Rondreizende leraren brachten tegen betaling kinderen deze vaardigheden bij. Dit waren de sofisten. Ze rekruteerden studenten door redevoeringen te houden op de stadspleinen, waardoor iedereen hun talenten kon beoordelen. Naast retoriek en filosofie, werd er door de sofisten een zeer divers palet aan vakken aangeboden waartussen de studenten konden kiezen. Op allerlei plaatsen werden er lezingen gehouden: buitenshuis, in het huis van de leraar, en soms in huizen die speciaal voor de gelegenheid gehuurd werden. Alle geïnteresseerden mochten meedoen, als ze daartoe in stat waren.
Naarmate de nood aan hoger onderwijs hoger werd, ontstonden er rond de 4e eeuw v.Chr. een paar scholen in Athene. De academie van Plato en het lyceum van Aristoteles waren plaatsen waar geïnteresseerden konden komen om met elkaar in discussie te gaan, en lezingen bijwoonden. Aspasia, een vrouw afkomstig uit Milete, was een vrouw die onderwijs heeft gegeven volgens Plato. Dit was uniek want vrouwen werden geacht stil en onderdanig te zijn. Aspasia genoot een zeer goede reputatie als redenares: volgens Plato werden haar lezingen bijgewoond door groten als Socrates en Pericles. Volgens Aristophanes echter had Aspasia een bordeel.

### Onderwijs in Sparta
Sparta was een oligarchie met twee koningen aan het hoofd. Over de macht van de volksvergadering is niets bekend. Basisidee van de Spartaanse machthebbers was dat het belang van de staat primeerde boven het belang van het individu. Dit reflecteerde zich ook in het Spartaanse onderwijsmodel, de agoge. Biograaf Plutarchus beschrijft de ideeën van Lycurgus, een van Sparta's meest geprezen leiders, over het Spartaanse burgerschap:
"Eerst en vooral behoorden kinderen volgens Lycurgus niet toe aan hun vaders, maar aan de stad. Daarom wilde hij dat burgers niet zomaar uit gelijk welke partners voortgebracht werden, maar uit de beste. Verder zag hij heel wat domheid en pretentie bij andere heersers als het over deze zaken ging. Zulke mensen laten hun teven en merries dekken door de beste honden en hengsten die ze maar kunnen vinden, tegen betaling of voor een wederdienst. Maar ze sluiten hun vrouwen op en bewaken ze, en claimen het exclusieve recht om hun kinderen zelf voort te brengen."
Overspel werd aangemoedigd, en een groot kroost werd gezien als een deugd. Nieuwgeboren baby's werden door de stadsoudsten geïnspecteerd op afwijkingen. Baby's die niet voldeden aan de norm, werden volgens Lycurgus naar de zogenaamde Apothetae gebracht, een kloof in het Taygetosgebergte. Hier zouden ze naar beneden zijn gegooid, al vertelt Plutarchus dat niet. Vanaf de leeftijd van zeven jaar werden alle jongens weggehaald van hun familie om in staatsinternaten school te volgen. Ouders hadden geen inspraak in de scholing van hun kinderen.
Een klas jongens werd 'boua' genoemd, het woord voor kudde. Uit elke klas werd een dominante jongen gekozen als kuddeleider. De directeur van de school heette 'paidonomus'(herder). De paidonomus werd uit de aristocratische middens gekozen. Hij had de autoriteit om de jongens te trainen en om ze met harde hand discipline bij te brengen. Hij werd bijgestaan door twee assistenten die met zwepen de gehoorzaamheid erin drilden. Soms werd een willekeurige jongen zomaar in elkaar geslagen, om te zien hoe sterk hij was. Als hij dat dan niet overleefde, had hij pech.
Het onderwijs bestond vooral uit fysieke training: gymnastiek, lopen, springen, speer- en discuswerpen. Ook werden ze getraind om pijn, honger, dorst, koude en slaapgebrek te verdragen. De kinderen liepen blootsvoets, en droegen zomer en winter hetzelfde doek - dat ze eenmaal per jaar van de staat kregen. Volgens Plutarchus werden studenten wel ingewijd in het lezen en schrijven, maar "niet meer dan nodig". Veel gelezen werd er niet in Sparta: boeken en geschreven wetten bestonden vrijwel niet in de stadstaat. Kinderen leerden op school militaire gedichten, krijgsliederen en het citeren van Homerus. Retoriek leren bij een leraar was echter een strafbaar feit. Het was ook niet toegelaten om zaken toe te voegen aan het opgelegde curriculum: nieuwe technieken introduceren bij het worstelen of in de krijgskunst was streng verboden. Er werden opzettelijk kleine porties uitgedeeld bij de maaltijden, om het bestelen van boeren en slaven aan te moedigen. Dit zou sterke, plunderzuchtige legers voortbrengen.
Vanaf achttien jaar kregen de jonge Spartanen een verdere training in een instituut dat bekendstaat als de 'krypteia'. Jonge mannen werden in groepen verdeeld en weggestuurd naar het platteland, waar ze moesten overleven door te jagen en te stelen. Hun voornaamste missie was echter om de boeren aan te vallen, als laatste fase van hun militaire training.

## Griekse invloed in Rome
Onderwijs werd binnen de familie gedaan onder leiding van de pater familias. Jongens moesten landbouwtechnische en militaire vaardigheden aanleren. Verder werd hun een toewijding aan de staat en de tradities bijgebracht. Meisjes werd geleerd hoe ze zich moesten wijden aan haar echtgenoot en de familie.
Rijke families konden een leraar betalen (die ludus genoemd werden). Dat kon ook een slaaf zijn. De jongens leerden dan lezen en schrijven. Later moesten er Griekse gedichten en verhalen worden geleerd. Er werden geen examens afgenomen, maar competitie tussen jongens werd gestimuleerd. Fouten werden verbeterd en een applaus gaf aan of het goed was.
Onder invloed van de Grieken kwamen er voor de aristocratie in Rome in de 3e eeuw v.Chr. ook Griekse scholen. In de Griekse scholen werd lesgegeven door een grammaticus op het gebied van de Griekse taal- en schrijfkunde en les in de geschiedenis van Griekse auteurs. In de 1e eeuw v.Chr. kwam daar ook de Latijnse school bij. Armere jongens moesten al werken als leerlingen in een werkveld en meisjes richtten zich op het proberen een zo attractief mogelijke bruid te zijn. De rijke upper-class jongens mochten nog verder leren als politiek of juridisch retoricus. De allerrijksten kregen daarnaast ook onderwijs in de filosofie.
Later kwamen er in Rome onder Griekse invloed later ook nog de onderwijsgebieden, grammatica, retorica (kunst van de spraak), dialectica (samen onder de noemer Trivium) en het zogenoemde quadrivium (rekenen, astronomie, geometrie en muziek) bij. Trivium en quadrivium worden samen Artes liberales genoemd. Deze indeling zou in de Middeleeuwen ingevoerd en uitgebouwd worden op de universiteiten. Naast deze scholen was er nog een aparte rol voor de scholen die les gaven in de leer van het recht, de lichaamsbeweging en de militaire scholen.
Na de val van het West-Romeinse Rijk in West-Europa en de daaropvolgende chaotische tijd, waren de kloosters het enige instituut waar onderwijs werd gegeven. Soms was het louter lezen en schrijven, soms werd les gegeven in de stijl van Artes liberales (de scolae publicae).

## Kloosters en kathedraalscholen
Aanvankelijk waren kloosters bedoeld als plaatsen van afzondering en spiritualiteit. Om de Bijbel te begrijpen moest men leren lezen en schrijven. Daardoor werden steeds meer kloosters plaatsen van onderwijs. Al in de 6e en 7e eeuw werd door monniken en nonnen klassikaal onderwijs gegeven. Het onderwijs werd gegeven over religieuze en seculiere onderwerpen. Soms werden huizen gebouwd rondom kloosters en ontstonden dorpen. In zich opnieuw ontwikkelende grotere steden kwam vaak een kathedraal als de zetel van de bisschop. In deze kathedralen ontwikkelden zich een kathedraalschool, waar ook les gegeven werd in de zeven Artes Liberales. Vooral onder Karel de Grote werden onder invloed van de geleerde Alcuinus kloosters en kathedralen gestimuleerd om scholen op te zetten, eerst voor de geestelijkheid, maar ook voor de edelen. Daarnaast werden veel handschriften overgeschreven in het scriptorium. Deze konden weer worden gebruikt bij het verdere onderwijs. Zodoende werden sommige kloosters eilanden van kennis met grote bibliotheken van handschriften.
Nadat in de tijd van de Vikingen veel kloosters en kathedralen in de 9e en 10e eeuw werden geplunderd, kwam aan het einde van de 10e eeuw een definitieve ommekeer. In kathedralen werden weer lessen gegeven en kennis kon worden uitgebouwd.

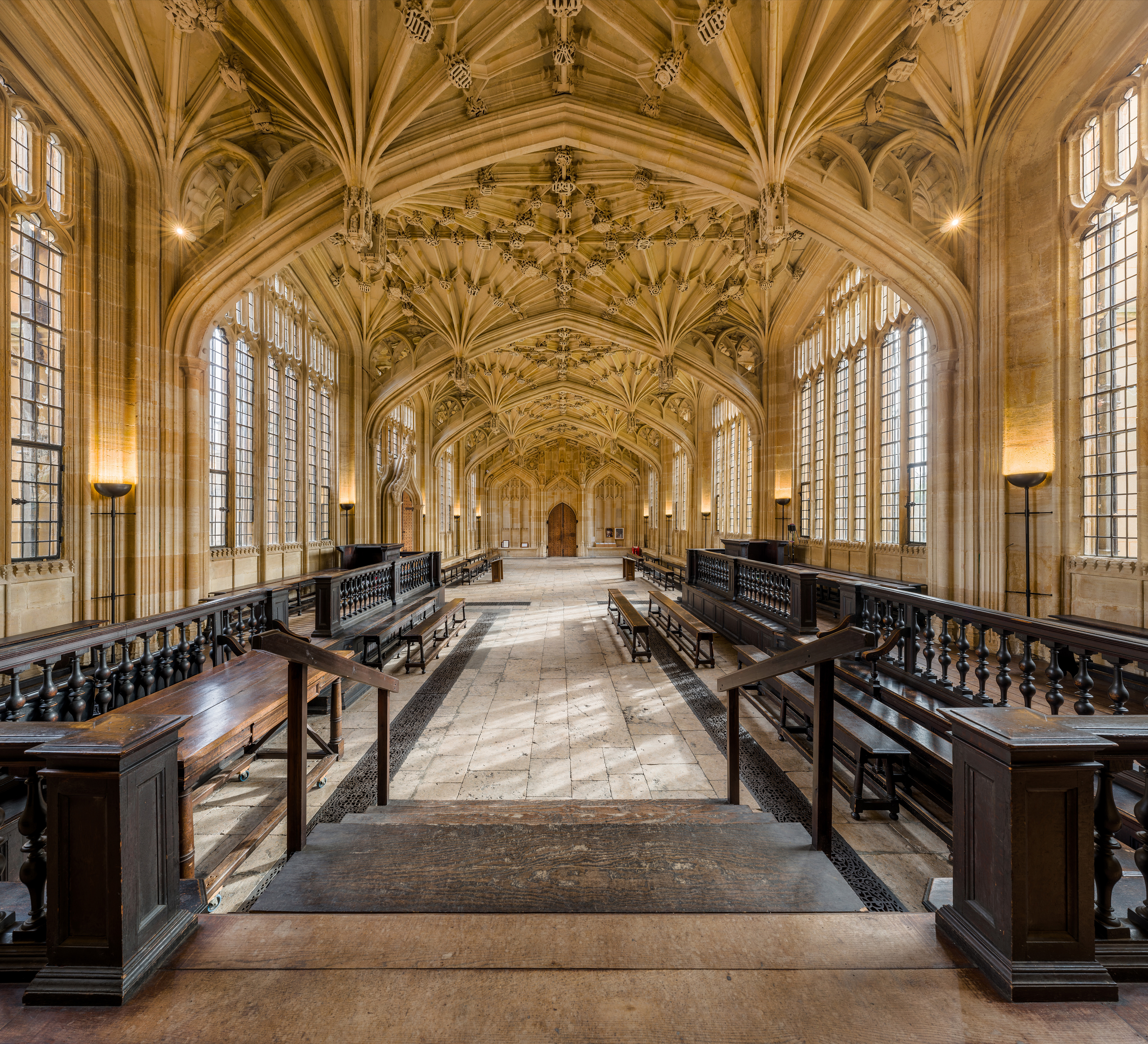
Interieur van de Universiteit van Oxford (1096)

## Stichting van de universiteiten
Vanaf de 11e eeuw werd in Europa de Middeleeuwse universiteit gesticht. Dit gebeurde veelal met goedkeuring van de paus. De eerste universiteit was gesticht in Bologna in 1088. Daarna volgden veel andere universiteiten, zoals in Parijs, Oxford, Cambridge, Perugia, etc. De lijst van middeleeuwse universiteiten beslaat meer dan 100 universiteiten. Vooral richtingen als Theologie, Rechtswetenschap en Geneeskunde, waren goed vertegenwoordigd. In beginsel was een universiteit alleen toegankelijk voor degenen die het konden betalen, maar vaak werden er acties gehouden om intelligente jongeren die het aan middelen ontbrak toch te voorzien van de nodige huisvesting en financiën. Om die reden is in Parijs de Sorbonne Universiteit van Parijs vernoemd naar de weldoener Robert de Sorbon die meerdere huizen beschikbaar stelde voor de studenten.

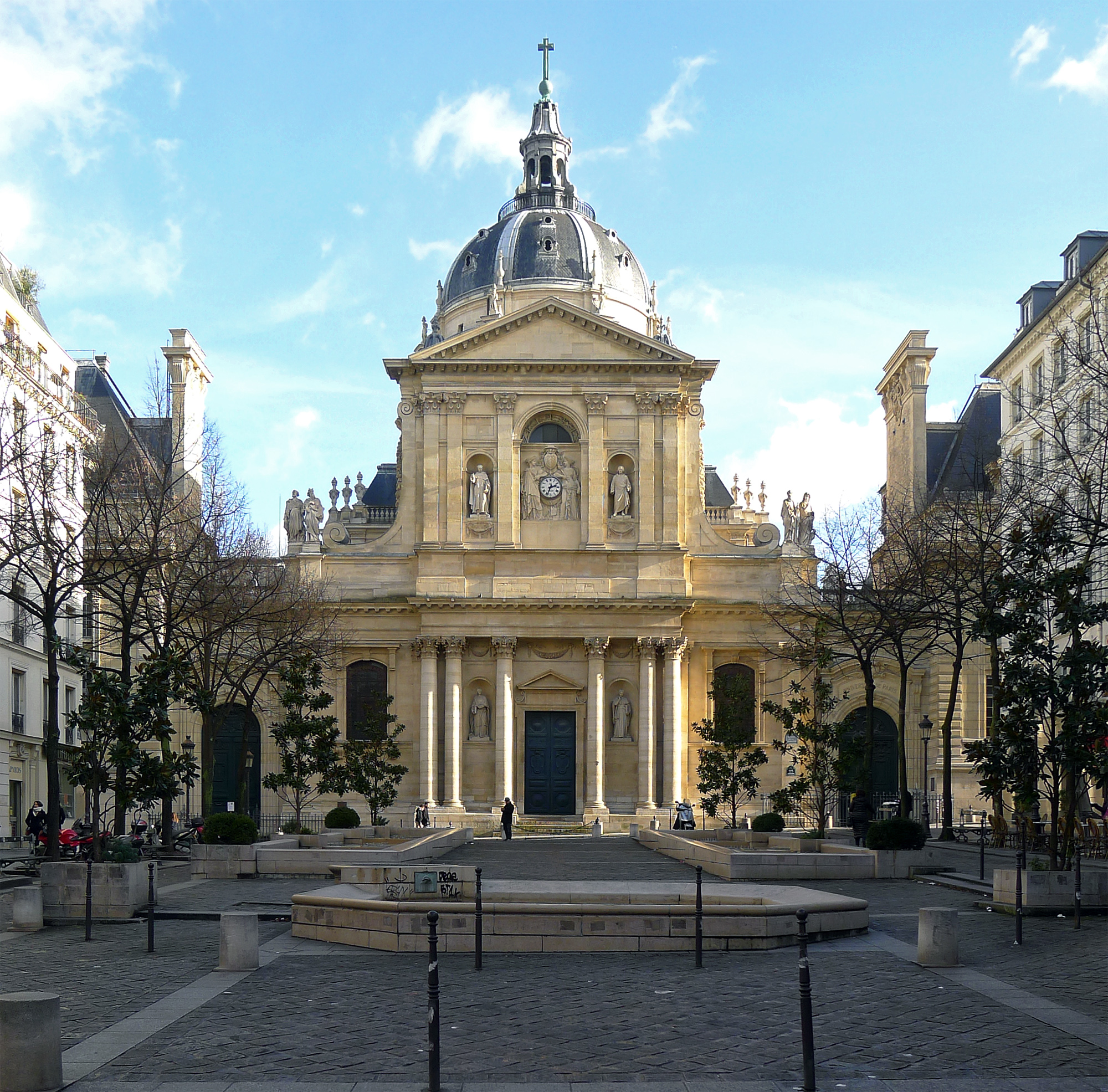
De kapel van de Sorbonne Universiteit

Het onderwijs valt in twee delen uiteen: het trivium, het deel met vooral taalvaardigheden, dat veel kinderen doorliepen, en het quadrivium, een uitvoerig onderwijsprogramma, vooral op rekenkundig, voor een kleinere groep oudere leerlingen.
Het trivium bestond uit:
- grammatica (taalkunde)
- retorica (welsprekendheid)
- dialecta (logica)

Het quadrivium bestond uit:
- aritmetica (algebra, reken)
- geometrica (meetkunde)
- astronomia (astronomie)
- musica (muziek)

De organisatie in de universiteiten was verschillend. In de ene universiteit (zoals Parijs) werden de hoogleraren betaald door de kerk. In een ander geval betaalde de staat (Oxford en Cambridge). Soms konden studenten bepalen welke hoogleraren konden worden aangetrokken (Bologna), maar soms kon een gilde van hoogleraren dat bepalen (Parijs).

## Scholastische traditie
In het begin van de Middeleeuwen speelde het intellectuele leven in Europa zich af in kloosters, waar vooral liturgie en gebed werd bestudeerd. Later was er voldoende welvaart om een professionele clerus te betalen en bisschoppen zijn toen begonnen met het oprichten van kathedraalscholen om de clerus het canonieke recht te laten onderwijzen, alsook kerkelijke administratie, boekhouden, logica en retoriek (voor theologische discussies en preken). Dit was het begin van de scholastische traditie.
De scholastiek was een filosofische school aan de middeleeuwse universiteiten die wilde aantonen dat het denken van de oudheid niet in strijd was met het katholieke geloof. De scholastici bestudeerden boeken van beroemde auteurs, alsook de bijbel, waar de interne contradicties van werden besproken. De hoogdagen van de scholastiek is de periode 1250 tot 1350. In deze periode werd naast theologie ook natuurfilosofie, psychologie, epistemologie en wetenschapsfilosofie bedreven. Scholastici bleven echter verbonden aan de kerkelijke doctrine en bepaalde geloofskwesties konden nooit aangeraakt worden zonder vervolging voor ketterij. Vaak konden ze daardoor onafhankelijk van de koning of de plaatstelijke heerser opereren. De scholastische methode, met de lectio en de disputatio lag aan de basis van de indeling van onze huidige scholen: de leraar vooraan een klas met studenten.

## Reformatie
De geschiedenis van het Europese onderwijs na de reformatie kenmerkt zich door de invoering van protestants onderwijs naast het traditioneel rooms-Katholieke onderwijs en de invoering van staatsonderwijs.
In de 16e eeuw revolteerden Maarten Luther en de humanisten tegen de scholastische methode. Het kerkelijke instituut werd bezien als een onnodige tussenschakel tussen de mens en God, en het daaraan verbonden onderwijs werd door de humanisten afgewezen. Academische individualiteit, gebonden aan een sterke moraliteit, vormden de kern van het protestantse betoog. Het bestuderen van de originele klassieke teksten stond centraal. Het goede kon bereikt worden door de schrift, de genade en het geloof in God en Christus.
Toch was er ook bij de protestanten een sterke hang naar centraliteit. Volgens de protestanten moest het monopolie van de rooms-Katholieke kerk vervangen worden door een overheidsmonopolie. Luther: "Als de regering burgers die geschikt zijn voor militaire dienst kan dwingen tot het dragen van speer en geweer, het bestormen van bolwerken en het vervullen van andere krijgsplichten in tijd van oorlog, hoe veel meer heeft zij dan een recht om mensen te dwingen hun kinderen naar school te zenden, omdat we in dit geval oorlog moeten voeren met de duivel”.
De Verlichting nam het idee van discipline en moraliteit over. Franse Verlichtingsfilosofen zoals Jean-Jacques Rousseau stonden aan de bakermat van een onderricht dat de nijvere burgerij moest helpen in hun maatschappelijke opgang.

## Staatsonderwijs
Pruisen was het eerste land dat op succesvolle wijze de schoolplicht invoerde in 1819. Doel hiervan was uniformiteit en gehoorzaamheid te creëren. Staatsscholen leverden soldaten voor het leger, arbeiders voor mijnen, boerderijen en industrie, en ambtenaren voor de bureaucratie.